# Bruno Sörwing
Ivan Ludvig Bruno Sörwing, född 29 augusti 1921 i Spånga, död 26 mars 1984 i Spånga, var en svensk skådespelare, inspicient med mera. Barnbarn Marie Sörwing Lütz, Susanne Agnevald.
Bruno Sörwing är begravd på Spånga kyrkogård.

## Filmografi (roller)
- 1949 – Bohus Bataljon
- 1964 – Slottstappning
- 1968 – Badarna
- 1971 – Utvandrarna
- 1974 – Thriller – en grym film
- 1974 – En handfull kärlek
- 1982 – Ingenjör Andrées luftfärd